# Kiyohiko Azuma
Kiyohiko Azuma (あずまきよひこ, Azuma Kiyohiko) nascido em 27 de maio de 1968 em Takasago, Hyōgo, é um autor e ilustrador de mangá japonês. Entre 1999 a 2002, ele lançou a série de mangá de quatro-painéis Azumanga Daioh (あずまんが大王), sobre um grupo de meninas do ensino médio, adaptado para uma série de anime de muito sucesso. Em 2003, ele começou a série de mangá de trecho-de-vida chamada Yotsuba&! (よつばと!), sobre as aventuras cotidianas de uma garotinha de cinco anos de idade; que é serializada na revista mensal Dengeki Daioh. Antes de Azumanga, ele trabalhou em um mangá hentai chamado Inma no Ranbu, sob o pseudônimo de Jōji Jonokuchi (序ノ口譲二).

## Estilo
O estilo de desenho de Azuma é único por se desconectar do shōjo e shōnen dos anos 1990. Seu trabalho autoral se desvia das tradições comuns dos mangás, se afastando da fantasia e ficção científica e ambientando suas estórias no mundo real, mostrando trechos do dia a dia dos personagens.

### Azumanga Daioh
No livro Manga: The Complete Guide, Jason Thompson descreve Azumanga Daioh como "uma comédia encantadora" e "uma calma maestria do formato de quatro quadros", elogiando o tempo cômico de Azuma e o uso de piadas recorrentes. Ele disse que um dos melhores pontos da série é sua "escrita focada nos personagens". Marc Hairston descreveu Azumanga Daioh como sendo "ligeiramente desarticulado", com humor "freqüentemente oblíquo" e "culturalmente tendencioso" e diz que é tanto "mais leve" quanto "mais irônico" que Maria-sama ga Miteru, descrevendo os personagens de Azumanga como "indivíduos com personalidades um tanto quanto não convencionais". Mark Thomas, do Mania.com, diz que cada personagem têm um "traço de personalidade marcante que é alavancado a níveis absurdos" e que cada um se contrasta com os de outros personagens (foil), que acabam por destacar esses traços não os deixando se tornarem repetitivos, chatos ou não críveis. Thomas disse também que o formato yonkoma não é próprio para "enredos com arcos complexos", e a estória é apresentada como "passagens rápidas de momentos aleatórios de suas rotinas diárias", ressaltando que a narrativa é focada totalmente nas personagens.
Andrew Shelton do Anime Meta explica que "As personagens das garotas são extremamente bem apresentadas. A observação ímpar e a habilidade de capturar expressões torna o anime incrivelmente divertido de assistir além de cumprir com os requerimentos necessários para a estória. A ação e a comédia rica também são representadas maravilhosamente. Há tanto significado, e charme, mesmo na menor das expressões." Patrick King, do Anime Fringe, considerou-o um dos "mangás mais engraçados, mais adoráveis que eu já li". A IGN ressaltou a ausência de arte de fundo, mas diz que as expressões faciais dos personagens tampa esse detalhe.

### Yotsuba&!
Já Yotsuba&! é desenhado não nas tiras verticais de quatro paineis de Azumanga Daioh, mas em um formato de página inteira, o que lhe permite uma maior liberdade e alcance artístico.
 O trabalho de Azuma em Yotsuba&! foi reconhecido por sua arte limpa.fundos detalhados, e rostos expressivos. Azuma também é elogiado por seu tom alegre, estórias de trecho de vida, escrita cômica, e personagens excêntricos porém realistas, com destaque para Yotsuba (Yotsuba&!) e Osaka (Azumanga Daioh).
Um crítico no Anime News Network comparou a capacidade de Azuma em capturar "a maravilha da infância" em Yotsuba&! à obra Calvin e Hobbes de Bill Watterson.  Nicholas Penedo da Animeland disse: "com Yotsuba, nos encontramos mergulhados no maravilhoso mundo da infância", chamando a edição francesa do volume oito "Um belo mangá para crianças e adultos." BD Gest elogiou a habilidade de Azuma em criar personagens secundários distintos, chamando-os de "imediatamente reconhecíveis", e dizendo que eles apimentam a estória com seus próprias trejeitos. Entretanto, Azuma, tem sido criticado por criar personagens que são "muito limpos, muito perfeitamente funcionais", pelo uso excessivo de "expressões e reações ultrajantes," e por arrastar piadas por muito tempo.

## Prêmios e reconhecimentos
No Japão, o mangá de Azumanga Daioh foi nomeado um trabalho recomendado pelo júri no sexto Japan Media Arts Festival em 2002. Quatro das colegiais principais foram incluidas no top 100 de heroínas de anime em 2002 da revista Newtype: Ayumu Kasuga/Osaka foi premiada com o 7º lugar, Chiyo Mihama - Chiyo-chan, o 11º, Sakaki - 21º, e Koyomi Mizuhara - 78º. Juntas fizeram com que Azumanga Daioh fosse a segunda série mais popular contendo personagens femininas em 2002. Algumas cenas envolvendo falas desconexas em Engrish entre Osaka e o Pai de Chiyo foram berço para vários memes de internet.
A tradução para o inglês foi listada como uma das 20 melhores histórias em quadrinhos de 2005 pela Publishers Weekly, uma das melhores histórias em quadrinhos de 2006 pela equipe do The Comics Jornal, e uma das melhores graphic novels para adolescentes em 2008, pela YALSA.
Yotsuba&!, por sua vez, recebeu um Excellence Award for Manga (Prémio de Excelência em Mangá) em 2006 no Japan Media Arts Festival, onde a citação do júri elogiou os personagens vívidos e a atmosfera suave.
Em 2008 Yotsuba&! foi nomeado para o 12º Prémio Cultural Osamu Tezuka e para o Eisner Award na categoria de "Melhor Publicação para Crianças", mas não ganhou, e foi vice-campeão no primeiro prêmio anual Manga Taisho.
Houve uma exposição de arte de Yotsuba&! na Galery of Fantastic Art, em Tóquio, entre 2 a 17 de dezembro de 2006.
Ele foi agraciado com o grande prêmio na 20º entrega do Prêmio Cultural Osamu Tezuka, a maior honraria dos quadrinhos japoneses, por Yotsuba&!, prêmio este compartilhado com seu colega de profissão Kei Ichinoseki pela obra Hanagami Sharaku.

## Trabalhos
| Título                     | Ano           | Notas                                                                                      | Referências |
| -------------------------- | ------------- | ------------------------------------------------------------------------------------------ | ----------- |
| Inma no Ranbu              | 1997          | Como Joji Jonokuchi                                                                        | [ 35 ]      |
| Wallaby (わらびー, Warabi) | 1998-2000     | Serializado na Game-jin                                                                    |             |
| Try! Try! Try!             | 1998          | Um-tiro-só de Yotsuba&! e webcomics relacionados                                           | [ 36 ]      |
| Azumanga Daioh             | 1999-2002     | Serializado na Dengeki Daioh Publicado pela MediaWorks em 4 volumes                        |             |
| Magical Play               | 2001-02       | Design dos personagens para um ONA da série, publicada pela Dengeki Comics                 |             |
| Yotsuba&!                  | 2003–presente | Serialização em andamento na Dengeki Daioh. Publicado pela ASCII Media Works em 13 volumes |             |